# Rhoiptelea chiliantha
A Rhoiptelea chiliantha é a única espécie classificada na família Rhoipteleaceae de plantas angiospérmicas (plantas com flor). É uma árvore que pode atingir 20 metros de altura, semelhante às nogueiras. Esta espécie foi descrita pela primeira vez em 1932 e pode ser encontrada no Sul da República Popular da China (províncias de Guangxi, Guizhou e Yunnan) e Norte do Vietname.